# جان بابتيست بيو
جان بابتيست بيو (بالفرنسية: Jean-Baptiste Biot)‏ هو فيزيائي ومنجم ورياضياتي فرنسي ولد في يوم 21 أبريل 1774 في مدينة باريس، إهتم بدراسة ظاهرة الإستقطاب، توفي في يوم 3 فبراير 1862.

## روابط خارجية
- جان بابتيست بيو على موقع الموسوعة البريطانية (الإنجليزية)
- جان بابتيست بيو على موقع إن إن دي بي (الإنجليزية)